# Лечхумцы
Лечхумцы (груз. ლეჩხუმელი) — этнографическая группа грузин, жители области Лечхуми на реке Риони, говорят на лечхумском диалекте грузинского языка. В среднем течении реки Цхенисцкали. По культуре и быту близки населению горных районов Имеретии. Православные. Основные занятия — полеводство (кукуруза, пшеница и др.) и виноградарство.